# Evelyn Pierrepont (2e duc de Kingston-upon-Hull)
Evelyn Pierrepont, 2e duc de Kingston-upon-Hull, (1711 – 23 septembre 1773) est un aristocrate anglais et un propriétaire foncier, membre de la Chambre des lords.

## Biographie
Il est le seul fils de William Pierrepont, comte de Kingston (1692–1713) et de son épouse, Rachel Bayntun (1695–1722). Il succède à son grand-père Evelyn Pierrepont (1er duc de Kingston-upon-Hull) en 1726, dans les titres et comme hériter de Thoresby Hall dans le Nottinghamshire.
Pierrepont fait l'objet de la plus ancienne référence existante pour le Cricket dans le Nottinghamshire. Une lettre datée de 1751 indique que: "le duc de Kingston à Thoresby Hall passe tout son temps à pratiquer le cricket parce qu'il doit jouer pour Eton v All England en trois matches".
Le 8 mars 1769, Pierrepont épouse Elizabeth Chudleigh à Keith dans la paroisse de St George's Hanover Square, Westminster. Il est mort en 1773, sans descendance, et les titres de Pierrepont s'éteignent. À la mort de la duchesse, en 1788, les biens Pierrepont passent à Charles Medows, qui est le fils de la sœur du 2e duc, Lady Frances Medows. Charles Pierrepont (1er comte Manvers) qui change son nom de Medows à Pierrepont lorsqu'il est comte Manvers, en 1806.